# Starîi Solotvîn, Berdîciv
Starîi Solotvîn (în ucraineană Старий Солотвин) este localitatea de reședință a comunei Starîi Solotvîn din raionul Berdîciv, regiunea Jîtomîr, Ucraina.

## Demografie
Componența lingvistică a localității Starîi Solotvîn
     Ucraineană (97,82%)
     Rusă (1,58%)
     Alte limbi (0,1%)
Conform recensământului din 2001, majoritatea populației localității Starîi Solotvîn era vorbitoare de ucraineană (97,82%), existând în minoritate și vorbitori de rusă (1,58%).